# گرمه‌توک
گرمه‌توک (به لاتین: Gərmətük) یک منطقهٔ مسکونی در جمهوری آذربایجان است که در شهرستان لنکران واقع شده‌است. گرمه‌توک ۵٬۵۵۶ نفر جمعیت دارد.

## ریشه واژه
نام آبادی برگرفته از دو واژه تالشی قم یا گرم (گرم) و توک (بیجار یا شالیزار) است که به معنای شالیزار در محل گرم است.